# Lost in You
Lost in You is een nummer van de Britse zanger Rod Stewart uit 1988. Het is de eerste single van zijn 15e studioalbum Out of Order.
Stewart was verantwoordelijk voor de tekst, terwijl de muziek geschreven werd door Duran Duran-gitarist Andy Taylor. "Lost in You" gaat over  een man die gescheiden is van de vrouw van wie hij houdt en haar nu terug wil. Het nummer werd een bescheiden hit in zowel Noord-Amerika als een aantal Europese landen. Zo bereikte het de 21e positie in Stewarts thuisland het Verenigd Koninkrijk. In Nederland moest de plaat het met een 2e positie in de Tipparade stellen.

## Tracklijst
- 7"

1. "Lost in You" – 4:20
2. "Almost Illegal" – 4:30

- 12"

1. "Lost in You" (Extended Remix) – 5:34
2. "Lost in You" – 4:20
3. "Almost Illegal" – 4:30

- Cd-single

1. "Lost in You" (Fade) – 4:20
2. "Almost Illegal" – 4:30
3. "Lost in You" (Extended Remix) – 5:34
4. "Baby Jane" – 4:42